# Greta Dereymaeker
Greta Dereymaeker (Leuven, 1947) is een Belgisch arts en orthopedist die wereldwijd erkenning geniet.

## Biografie
Dereymaeker studeerde af in 1972 als arts aan de Katholieke Universiteit Leuven en specialiseerde zich daarna in de orthopedische chirurgie.  
In 1977 werd ze aangenomen als staflid van het UZ Leuven en was de eerste vrouw die het diploma van orthopedisch chirurg mocht ontvangen aan de KUL. Ze specialiseerde zich in voeten en enkels. In 1995 ontvangt ze de titel van professor. In 2011 gaat Dereymaeker in pensioen en opereert verder in ontwikkelingslanden. 
Daarnaast was zij de eerste voorzitter van de Europese Vereniging voor Voet- en Enkelchirurgie (EFAS).

## Erkentelijkheden
- 2003 - Aanbod leerstoel baron Berghmans (-Dereymaeker)
- 2018 - Verkozen tot specialist van het jaar.[3]